# Beautés à bicyclette
Pour plus de détails, voir Fiche technique et Distribution.
Beautés à bicyclette (Bellezze in bicicletta) est une comédie italienne réalisée par Carlo Campogalliani et sortie en 1951.
Le film a été l'une des productions les plus populaires de l'année et a connu un grand succès commercial.
Deux jeunes femmes se rendant à Milan pour tenter d'obtenir un rôle dans une nouvelle comédie musicale, vivent une série d'aventures qui les amènent à se faire passer pour des soldats et à participer à une course de bicyclettes.

## Synopsis
Deux jeunes et jolies filles de Rome, Delia et Silvana, qui veulent devenir danseuses dans la compagnie de Totò, se rendent à Milan et s'engagent dans une série de mésaventures. Alors qu'elles voyagent sur la Via Cassia (l'autoroute du soleil n'existait pas à l'époque), l'autobus dans lequel elles se trouvent est arrêté à cause d'une grève des chauffeurs et elles sont donc obligées de descendre, se réfugiant chez un paysan près d'Acquapendente, mais l'atmosphère louche de la maison les pousse à s'enfuir. Une fois arrivées à Acquapendente, elles apprennent que la compagnie de Totò se produit dans un petit village non loin de là, appelé Vetrollo (nom fictif). Arrivées à Vetrollo, elles se rendent au théâtre où une soirée avec Totò est annoncée, mais il s'agit en réalité d'une escroquerie car la personne qui joue n'est qu'un sosie du comédien napolitain. La supercherie est découverte et les deux jeunes femmes, toujours vêtues de leur maigre costume de scène, doivent à nouveau s'enfuir précipitamment.
Elles arrivent ainsi devant une caserne où, bluffant la naïve sentinelle Pinozzo, elles trouvent un abri pour la nuit, mais le lendemain matin, elles sont prises pour des recrues. Nouvelle fuite, à bicyclette cette fois, jusqu'à un village où elles rencontrent un certain Giulio. Le soir, elles s'arrêtent dans un hôtel, mais elles y sont rejointes par Aroldo, le petit ami de Delia, qui veut la ramener chez lui. Les filles s'échappent et s'arrêtent dans une villa abandonnée, où elles rencontrent deux effrayants voleurs, qu'elles mettent en fuite en se faisant passer pour des fantômes.
Elles arrivent enfin à Bologne, où elles apprennent que la compagnie de Totò a été dissoute entre-temps. elles décident alors de participer à une course cycliste féminine avec arrivée à Milan, mais comme elles ne sont pas entraînées, elles prennent du retard. Elles retrouvent le soldat Pinozzo, qui les emmène sur un camion militaire jusqu'à la ligne d'arrivée. Elles gagnent ainsi la course et le prix d'un million de lires ainsi qu'un trousseau de mariage. Delia pourra ainsi épouser Aroldo, tandis que Silvana s'unira à Giulio. Ce sera alors le double mariage, et non un emploi de danseuse, qui mettra fin à leur aventure.

## Fiche technique
- Titre italien : Bellezze in bicicletta[1]
- Titre français : Beautés à bicyclette[2]
- Réalisateur : Carlo Campogalliani
- Scénario : Vittorio Metz, Marcello Marchesi, Mario Amendola, Carlo Campogalliani
- Photographie : Mario Montuori, Fernando Risi (it)
- Montage : Fernando Tropea (en)
- Musique : Amedeo Escobar (it)
- Décors : Alfredo Montori (it)
- Production : Aleandro Di Paolo
- Société de production : EDIC (Edizione Distribuzione Italiana Cinematografica)
- Pays de production :  Italie
- Langue originale : italien
- Format : Noir et blanc - 1,37:1 - Son mono - 35 mm
- Durée : 91 minutes
- Genre : Comédie
- Dates de sortie :
  - Italie : 27 février 1951

## Distribution
- Silvana Pampanini : Silvana
- Delia Scala : Delia
- Aroldo Tieri : Aroldo, le fiancé de Delia
- Franca Marzi : Maria, une paysanne
- Renato Valente : Giulio Darelli, un fabricant de bicyclettes
- Carlo Ninchi : L'imprésario théâtral
- Dino Valdi : le faux Totò
- Carlo Croccolo : le soldat Pinozzo
- Arnoldo Foà : Le sergent
- Nerio Bernardi : Le médecin militaire
- Nico Pepe : Ouvrier de cuisine dans la caserne
- Virgilio Riento : Le père de Maria
- Peppino De Filippo : Un voleur timide
- Renato Rascel : Marco, fils du mécanicien
- Gigi Reder : un soldat
- Dante Maggio : deuxième voleur
- Carlo Romano : directeur de l'usine de bicyclettes Darelli
- Luigi Pavese : L'annonceur radio

## Exploitation
Le film a connu un grand succès en salles, enregistrant plus de 3 800 000 entrées et rapportant environ 400 millions de lires. Ainsi, Beautés à bicyclette se classe entre la 10e et la 20e place parmi les 120 films italiens produits en 1951, année où les premières places du classement sont occupées par les mélodrames de Raffaello Matarazzo (Bannie du foyer et Le Fils de personne), laissant derrière elles des œuvres beaucoup plus prestigieuses, comme Stromboli de Roberto Rossellini, qui n'a pas dépassé la 20e place.

## Suite
Une suite du même réalisateur est sortie deux ans plus tard, intitulée Bellezze in motoscooter (it).